# Aràbia Pètria
En aquest article s'inclou Aràbia com a regió antiga i província romana. Vegeu també Aràbia.

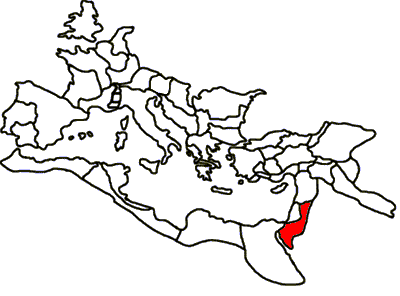
Les províncies de l'Imperi romà. L'Aràbia Pètria està marcada en vermell

L'Aràbia Pètria (en llatí: Arabia Petraea) va ser una província de l'Imperi romà creada a partir de la divisió de la província d'Aràbia cap al segle ii. Es tractava de l'antic Regne nabateu, en territori de l'actual Jordània, el sud de Síria, el Sinaí i l'Aràbia Saudita nord-occidental. Petra n'era la capital, i d'aquí li ve el nom. També fou anomenada Aràbia Menor. Era el nom assignat al país dels àrabs, inicialment limitats a algunes terres poblades per àrabs (l'actual Jordània) i estès més tard i concretat a tota la península Aràbiga del sud-oest d'Àsia, que fou el seu territori originari i del qual l'estat més gran és l'Aràbia Saudita.

## Història
Els àrabs eren independents en temps d'Alexandre el Gran. Antígon envià el seu lloctinent Ateneu a sotmetre'n les tribus, però fou derrotat i el seu fill Demetri va haver de signar-hi un tractat de pau. Sota els selèucides els caps tribals àrabs van ser amics dels emperadors, que al mateix temps van fer freqüents expedicions al sud de Palestina, on foren rebutjats pels àrabs idumeus i, més tard, per la dinastia dels macabeus, d'origen idumeu, que governà Palestina.
August va enviar una expedició a l'Aràbia Feliç el 24 aC dirigida per Eli Gal (Aelius Gallus), assistit per Obodas, rei de Petra i dels àrabs nabateus. L'expedició arribà fins a Marsiabes, la capital de Sabà, però es va haver de retirar a causa de la set.
L'any 105 el regne dels àrabs nabateus, la part d'Aràbia a l'est de Damasc i cap al sud fins a la mar Roja fou incorporada a Roma i es formà la província d'Aràbia amb capitals a Petra i a Bostra (al sud i al nord). La província fou engrandida per Septimi Sever el 195 i es creu que es va dividir en dues províncies: Aràbia Menor o Aràbia Pètria (Arabia Minor, Arabia Petraea) i Aràbia Major (Arabia Maior), ambdues subjectes a llegats imperials anomenats consularis, amb una legió cadascú.
Amb Constantí el Gran es dividí definitivament en dues províncies: la part sud, amb Petra i que incloïa la península del Sinaí i Edom (és a dir, l'Aràbia Pètria i altres territoris) fou coneguda com a Palestina Salutaris i després Palestina Tercera (Palestina Tertia) (sota un pretor); la part oriental, amb capital a Bostra, fou l'Aràbia Major (primer sota un pretor i després un dux). Fou reanomeada Augusta Libanesa del 294 al 390 i des aquesta data recuperà el nom d'Aràbia sense cap més afegit. Passà als àrabs vers el 635.
Amb la reestructuració de l'imperi realitzada per Dioclecià entre el 284 i el 305 dC, la província d'Aràbia incorporà territoris del modern Israel-Palestina. Després de Dioclecià, l'Aràbia formà part de la diòcesi d'Orient, que era part de la prefectura d'Orient. La reestructuració va fer que fos coneguda com a Palestina Salutaris i després com a Palestina Tercera (Palestina Tertia).

La província va ser envaïda i conquerida pel califat omeia al segle vii.

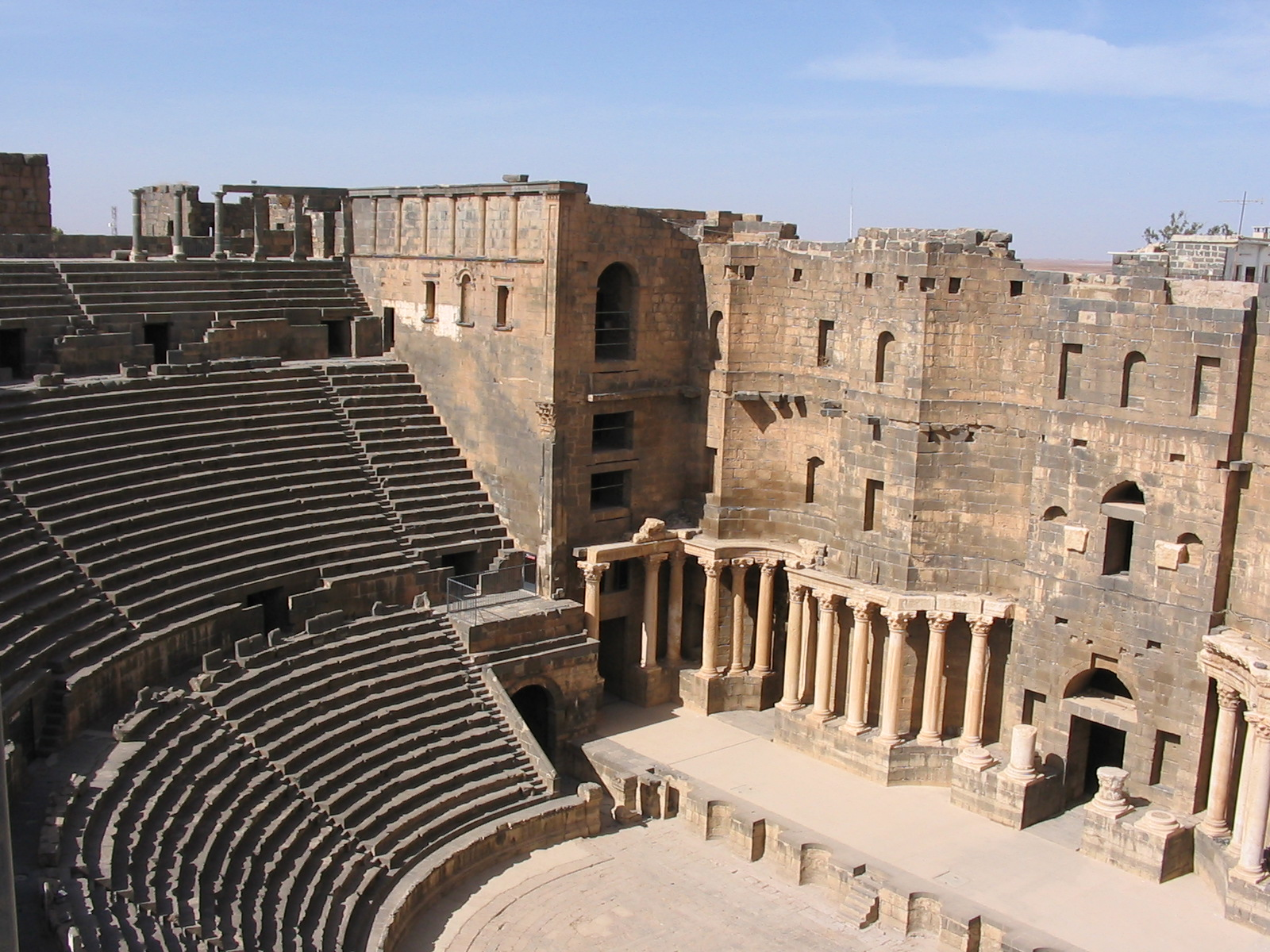
Bosra, capital de la província d'Aràbia

Històricament el nom s'aplicava a les regions d'Edom, Celesíria, Palmira, i seguint el curs de l'Eufrates fins a Babilònia, i llavors més a l'oest fins al golf Pèrsic.
Xenofont ja parla en l'Anàbasi d'una tribu àrab a Singara, anomenada els pratavis. Els romans van dividir la regió coneguda com a Aràbia en dues zones: l'Aràbia Deserta (en llatí Arabia Deserta), la part nord entre Síria i l'Eufrates, i l'Aràbia Feliç (Arabia Felix), que era la península menys la part nord.

## Geografia
La península és i era limitada a l'oest per la mar Roja (Arabicus Sinus) i els golfs d'Aqaba (Sinus Aelaniticus) i de Suez (o golf d'Heroòpolis), a l'est pel golf d'Oman (Sinus Paragon) i l'oceà Índic (Erythraeum Mare), i al nord pel golf Pèrsic (Persicus Sinus).
Els principals caps de la península foren: el Poseidonium (Ras Mohammed), al nord de la mar Roja; el Palindromus (Bab al-Màndeb), al sud de la mar Roja; el Syagrus o Corodamum (Ras al-Had), a l'est (al golf d'Oman), i el Macela (Ras Musandam), al golf Pèrsic.
L'interior és format per la regió del Najd, que vol dir 'les altures'; a la part occidental hi ha la Tihama ('la plana'), entre el Hedjaz al nord i el Iemen al sud. A la part oriental la regió és coneguda com Al-Hasa.
Les principals muntanyes foren el Djebel Tibout (a l'est del golf d'Aqaba), el Djebel Yafai (al sud-oest) i el Djebel Akdar, a Oman.
En foren productes típics l'encens, la mirra, la goma i, més tard, el cafè.